# Pau Vergara
Pau Vergara és un productor, guionista i director de cinema valencià. Llicenciat en Ciències de la Informació en Periodisme, va estudiar guió en el Màster de Guió de l'Escola Luis García Berlanga de València, FIA. Va estudiar Cine a la New York Film Academy (NYFA) on va rodar els seus primers curts. A la tornada a España va crear al 2001 la seua primera productora Maltes Producciones. Va rodar Hands (2003) amb ajudes de Canal9 i IVAC, El curt va ser seleccionat per a la Secció Oficial del Festival Cinema Jove. Posteriorment, va rodar La Estrategia del Canapé (2004) amb ajudes d'IVAC i Canal 9.
El 2003 va rebre el Premi Turia al millor curtmetratge valencià per Hands!, un curtmetratge de ciència-ficció. El 2005 va dirigir i produir la sèrie documental La memoria del Horror, dos capítols produits per Canal 9 on es conta la història dels republicans espanyols deportats als camps nazis. També a 2005 va produir i dirigir amb la participació de TVE, ICAA, Canal9 i IVAC el documental Mas allá de la alambrada sobre els supervivents espanyols del camp de concentració de Mauthausen i que va guanyar el premi al millor documental als XV Premis Turia. També va estar a la Secció Oficial a concurs a la SEMINCI. El 2007 va dirigir un nou documental, Memorias de una guerrillera, amb la participació de TVE i IVAC sobre la guerrillera Remedios Montero Martínez. A 2007 va produir i dirigir la pel·lícula oficial de la 32 America´s Cup, Viento en las Velas que es va celebrar a València amb la participació de la Generalitat Valenciana i Canal 9.
A partir de 2007 comença a treballar en un projecte d'adaptació amb Víctor Mora, guionista del Capitan Trueno per a dur a terme una pel·lícula sobre el famós superheroi. La pel·lícula va comptar amb la participació de TVE, Ciutat de la Llum, IVAC, Canal+, ICO i la distribució de Buenavista Internacional (Disney).
La pel·lícula va tindre unes bones vendes internacionals amb distribució en més de 23 països com el Regne Unit, Itàlia, Alemanya, Àustria, Japó, Turquia, Tailàndia, Romania, Indonèsia, la Xina, CIS i ex-Iugoslàvia i Albània, per un valor de 684.000 €. Es va estrenar en cinemes el 7 d'octubre de 2011 amb un total de 5 setmanes i 740.000 € de recaptació segons dades de l'ICAA, unes xifres baixes en comparació amb l'expectativa que s'havia generat, però una de les pel·lícules valencianes amb major recaptació nacional i internacional dels últims 20 anys.
La pel·lícula es continua emetent a diverses televisions nacionals com RTL2 (Alemanya) amb el nom de Ritter der heilige gral o a Itàlia amb el nom de Il cavaliere del Santo Graal que es pot veure en AppleTV i a Amazon Prime Video Italia. i a França amb el títol de Prince Killian et le trésor des templiers en diverses plataformes com ara Orange Arxivat 2023-03-23 a Wayback Machine.
El 2019, junt amb el guionista Tirso Calero, escriu i preparen l'adaptació de la saga Los Caminantes, projecte que finalment no es va realitzar.
El desembre de 2019 va optar a la Direcció General del nou canal valencià À Punt. I el març de 2023 va quedar finalista per a càrrec de president de la Corporació Valenciana de Mitjans de Comunicació (CVMC).
A 2021 crea Red Spectra Films, una nova productora de cine i televisió.

## Filmografia
- Hands! (curtmetratge, 2003)
- La estrategia del Canapé (curtmetratge 2004)
- Más allá de la alambrada (2005)
- Memorias de una guerrillera (2007)
- Viento en las Velas (2007)
- El Capitán Trueno y el Santo Grial (guionista i coproductor, 2011)
- Parany (Director de producció, 2018).